# Автобаттлер

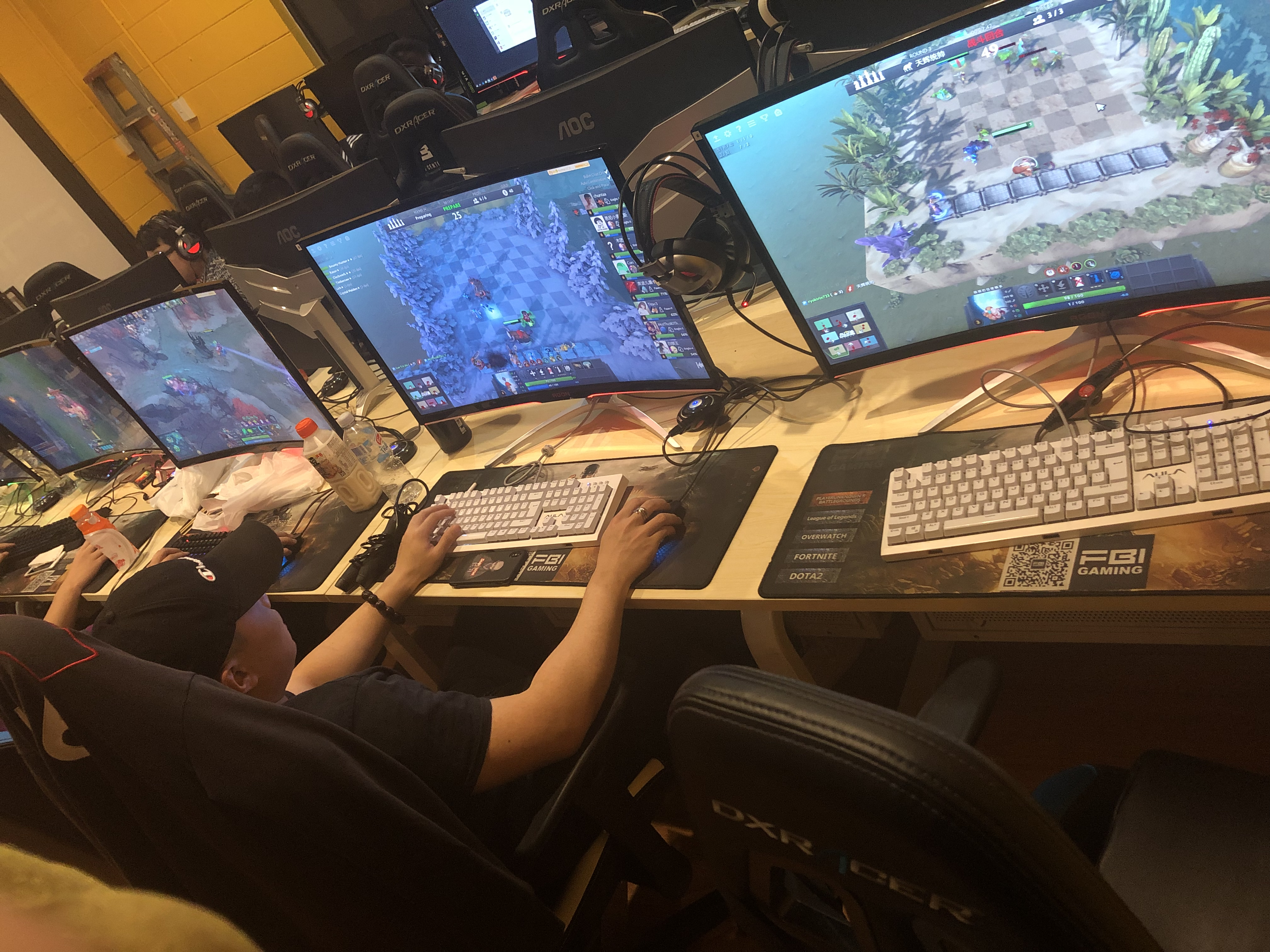
Посетители компьютерного клуба играют в Dota Auto Chess

Автобаттлер (англ. auto battler), или автошахматы (англ. auto chess), — поджанр компьютерных стратегических игр, игровой процесс в которых делится на две чередующиеся стадии: стадия подготовки, на которой игроки расставляют персонажей на доску, и стадию битвы, на которой персонажи игроков сражаются друг с другом без какого-либо прямого контроля со стороны человека. Жанр обрёл популярность в начале 2019 года благодаря Dota Auto Chess, после чего крупные игровые студии начали выпускать игры в этом жанре, среди которых — Teamfight Tactics, Dota Underlords и Hearthstone’s Battlegrounds.

## Игровой процесс
В автобаттлерах, как правило, есть несколько игроков, которые сражаются друг с другом в режиме «каждый сам за себя», аналогично королевским битвам. Каждый игрок выставляет на поле юнитов (в некоторых играх они называются миньонами), стараясь собрать настолько сильную команду, насколько это возможно. Когда игроки заканчивают выбор начальных юнитов, игра устраивает между игроками серию поединков 1 на 1. Во время боя юниты, выставленные обоими игроками, сражаются друг с другом в автоматическом режиме, причём у игроков зачастую нет никакой возможности повлиять на ход битвы. По завершении сражения проигравший теряет несколько очков здоровья, и игра снова переходит на стадию расстановки юнитов. После каждого боя у игроков есть возможность покупать новых юнитов. При получении нескольких юнитов одного типа игрок может объединить их для получения более сильной вариации воина; кроме того, каждый юнит относится к какой-то категории, и воины получают бонусы при наличии в команде нескольких юнитов из одной категории. Если после очередного боя у игрока не остаётся очков здоровья, он выбывает из матча.

## История
Первой игрой в жанре автобаттлера можно назвать Pokemon Defense — пользовательскую карту для Warcraft III. Однако жанр как таковой появился после выпуска Dota Auto Chess — пользовательской карты для Dota 2, созданной китайской студией Drodo Studio в январе 2019 года. Популярность этого мода, который к маю 2019 года набрал более 8 миллионов игроков, привела к зарождению жанра, а исходные карты для Warcraft III были во многом забыты. Первой самостоятельной игрой жанра стала Dota Underlords от Valve, вслед за которой были выпущены режимы Teamfight Tactics в League of Legends от Riot Games и Battlegrounds в Hearthstone от Blizzard Entertainment. Drodo Studio также выпустила самостоятельную версию своей игры в 2019 году.